# Bisolita pembertoni
Bisolita pembertoni är en fjärilsart som beskrevs av Rothschild 1910. Bisolita pembertoni ingår i släktet Bisolita och familjen tandspinnare. Inga underarter finns listade i Catalogue of Life.